# مودز کاندومز
مودز کاندومز (انگلیسی: Moods Condoms) تولیدکننده کاندوم‌های ساخته شده از لاتکس لاستیک طبیعی است. این شرکت توسط شرکت تریواندروم اچ‌ال‌ال لایف‌کر لیمیتد (HLL Lifecare Limited)، توسط دولت هند تولید می‌شود. اچ‌ال‌ال در سال ۱۹۶۶ با هدف تولید کاندوم برای برنامه ملی تنظیم خانواده تأسیس شد. مودز کاندومز در اواسط سال ۱۹۶۸ به وجود آمد، زمانی که اچ‌ال‌ال تصمیم گرفت محصولی را برای هدف قرار دادن قشر متوسط و متوسط رو به بالای جمعیت شهری در هند توسعه دهد. اچ‌ال‌ال یکی از بزرگ‌ترین تولیدکنندگان کاندوم در جهان است. از دسامبر ۲۰۱۲، تولید سالانه آن در حدود ۸۰۰ میلیون قطعه در سراسر جهان است.